# Marie-Josèphe Zani-Fé Touam-Bona
Marie-Josèphe Zani-Fé Touam-Bona, född 1933, död 2001, var en centralafrikansk politiker. Hon var sitt lands första kvinnliga minister.
Hon var socialminister 1970–1971.